# Forcipomyia bromeliae
Forcipomyia bromeliae är en tvåvingeart som beskrevs av Saunders 1956. Forcipomyia bromeliae ingår i släktet Forcipomyia och familjen svidknott. Inga underarter finns listade i Catalogue of Life.